# Levante (Mallorca)
El Levante (en catalán Llevant) es una comarca española situada en la parte nororiental de la isla de Mallorca, en la comunidad autónoma de las Islas Baleares. Este territorio se encuentra a las orillas del mar Mediterráneo, que configura su espacio al norte y este. Limita con el Llano al oeste y el Migjorn al sur.
Está formada por cinco municipios, de los cuales el más poblado y extenso es Manacor; por el contrario, el municipio con menor número de habitantes es Artá, y el de menor superficie Son Servera. Su capital tradicional e histórica es la ciudad de Manacor.
Como el resto de las comarcas baleares, sólo está reconocida a nivel geográfico, pero no a nivel político.

## Municipios
La comarca está conformada por los siguientes municipios:
|                          | Municipio                | Superficie | Población (2020) | Densidad | Ayto. (2019) | Pedanías |
| ------------------------ | ------------------------ | ---------- | ---------------- | -------- | ------------ | --- |
| Artá                     | Artá                     | 139,79     | 7.984            | 57,11    | PSOE         | Belén (Betlem), Colonia de San Pedro (Colònia de Sant Pere), El Estañol (s'Estanyol), Montfarruch (Montfarrutx) y San Pedro (Sant Pere) |
| Capdepera                | Capdepera                | 54,92      | 12.158           | 221,38   | PSOE         | Cala Gat, Cala Literas (Cala Lliteres), Cala Mesquida, Cala Rajada (Cala Ratjada), Cañamel (Canyamel), Cañamel Cuevas (Canyamel Coves), Cañamel Playa (Canyamel Platja), es Carregador, Costa Cañamel (Costa Canyamel), Fuente de la Cala (Font de sa Cala), Pedruscada, Los Pelados (es Pelats), Provenzales (Provençals), Son Moll y Na Taconera |
| Manacor                  | Manacor                  | 260,31     | 44.527           | 171,05   | MÉS          | Cala Anguila-Cala Mandía (Cala Anguila-Mendia), Cala Murada, Cala Romántica (Estany d'en Mas), Calas de Mallorca (Cales de Mallorca), s'Illot-Cala Morlanda, La Marineta (sa Marineta), Porto Cristo, Son Macià, Son Mas y Son Talent |
| San Lorenzo del Cardezar | San Lorenzo del Cardezar | 82,08      | 8.742            | 106,51   | GISCa        | sa Coma, s'Illot, Son Carrió, Son Moro y Son Moro Bonavista |
| Son Servera              | Son Servera              | 42,56      | 11.817           | 277,66   | PSOE         | Cala Bona, Cala Millor, Costa de los Pinos y Puerto Nuevo, Puerto Verde y Puerto Viejo (Port Nou, Port Verd i Port Vell) |
|                          | TOTAL                    | 579,66     | 85.228           | 147,03   |              | |